# Alice de Toeni
Alice de Toeni (ou de Tosny), née vers 1284 et morte avant le 8 janvier 1325, est une riche héritière anglaise. Son statut fait d'elle un parti fort intéressant et elle épouse successivement Thomas de Leybourne, puis Guy de Beauchamp, 10e comte de Warwick, et enfin William la Zouche, 1er baron Zouche de Mortimer.

## Biographie

### Origines et héritage
Alice de Toeni est née entre 1282 et 1285, sans doute vers 1284 à Flamstead, dans le Hertfordshire. Elle est la seule fille de Ralph (ou Raoul) VII de Tosny, seigneur de Flamstead, et de son épouse, Mary, qui est semble-t-il d'origine écossaise. Ses grands-parents paternels sont Roger V de Tosny, seigneur de Flamsted, et Alice de Bohun, laquelle est une fille de Humphrey de Bohun, 2e comte de Hereford, et de Maud/Mathilde de Lusignan-Exoudun-Eu (fille d'Alix d'Eu et de Raoul Ier d'Exoudun).
Son père meurt avant le 29 juillet 1295 et c'est donc son frère aîné Robert qui hérite des possessions familiales. Malgré son mariage avec Maud, fille de Malise, 6e comte de Strathearn, Robert meurt sans descendance en 1309 ou peu avant. Ce décès fait d'Alice son héritière, lui donnant d'importantes seigneuries dans les riches comtés de l'Essex, du Worcestershire, du Wiltshire, du Hertfordshire, du Cambridgeshire, et dans les Marches galloises.

### Premier et deuxième mariages
En premières noces, Alice de Toeni épouse en 1300 Thomas de Leybourne, fils aîné et héritier de William de Leybourne, 1er baron Leybourne. Leur mariage produit une fille, prénommée Juliana, née vers 1303. Thomas de Leybourne meurt prématurément avant le 30 mai 1307. Trois ans plus tard, William de Leybourne meurt et c'est donc sa petite-fille Juliana qui est désignée pour hériter de ses possessions, essentiellement comprises dans le Kent et le Sussex.

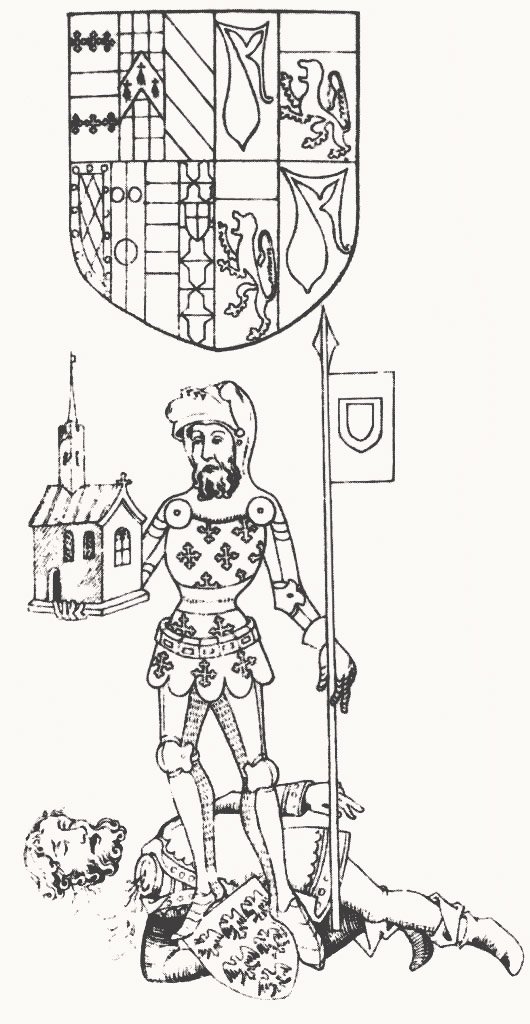
Guy de Beauchamp parvient à restreindre les pouvoirs du roi Édouard II en imposant les Ordonnances de 1311 puis élimine son rival Pierre Gaveston, représenté ici mort à ses pieds, l'année suivante. Illustration tirée du Rous Roll, XVe siècle.

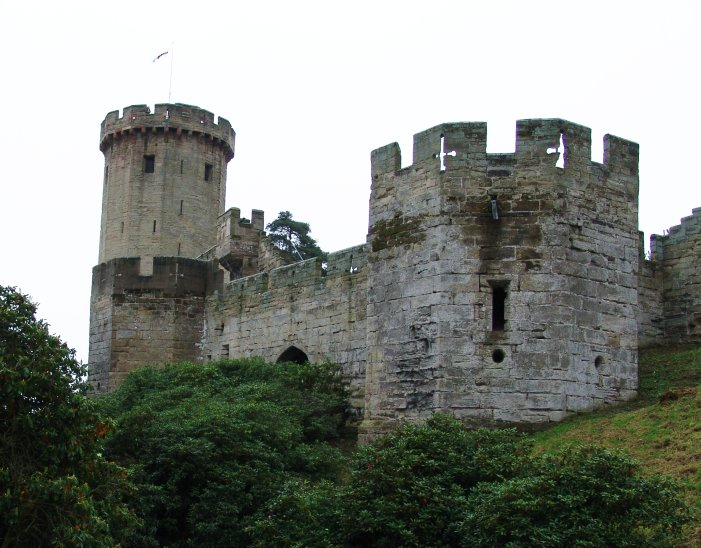
Le château de Warwick, principale résidence d'Alice de Toeni lors de son second mariage avec Guy de Beauchamp.

Le 28 février 1309, Alice épouse en deuxièmes noces Guy de Beauchamp, 10e comte de Warwick. Auparavant fiancé à Isabelle de Clare, fille de Gilbert de Clare, 7e comte de Gloucester, et de sa première épouse Alice de Lusignan, le mariage n'a jamais eu lieu et Guy est alors sans héritier. Alice lui donne deux filles et deux fils,,. L'époux d'Alice se distingue par son hostilité à Pierre Gaveston, 1er comte de Cornouailles et favori du roi Édouard II, et contribue à sa mise à mort en 1312.

### Troisième mariage et mort
Après la mort de Guy de Beauchamp (réputé empoisonné sur ordre du roi Édouard II) au château de Warwick le 12 août 1315, Alice épouse en troisièmes noces le 26 octobre 1316 William la Zouche. Elle donne à son nouvel époux un fils et une fille. Zouche est quant à lui un fidèle serviteur du roi et l'accompagne lors de ses multiples campagnes en Écosse, en France et contre ses vassaux rebelles. En récompense, il est créé baron Zouche de Mortimer le 26 décembre 1323.
Alice de Toeni meurt à une date inconnue avant le 8 janvier 1325. Ses terres et ses manoirs sont alors hérités par son fils aîné Thomas de Beauchamp, 11e comte de Warwick. Quant à son mari William la Zouche, il épouse en secondes noces en 1329 Éléonore de Clare, riche héritière et veuve d'Hugues le Despenser, un autre favori d'Édouard II, et meurt en 1337, après être devenu de jure uxoris 6e seigneur de Glamorgan.

## Descendance
De son premier mariage avec Thomas de Leybourne, Alice de Toeni a un enfant :
- Juliana de Leybourne (vers 1303-1367), épouse d'abord John Hastings, 2e baron Hastings, puis Thomas le Blount, et enfin William de Clinton, 1er comte d'Huntingdon[7].

De son deuxième mariage avec Guy de Beauchamp, elle a quatre enfants :
- Maud de Beauchamp (morte en 1366), épouse Geoffrey de Say, 2e baron Say ;
- Thomas de Beauchamp (1314-1369), 11e comte de Warwick, épouse Catherine Mortimer ;
- John de Beauchamp (vers 1315-1360), 1er baron Beauchamp de Warwick (en) ;
- Elizabeth de Beauchamp (vers 1316-1359), épouse Thomas Astley, 3e baron Astley.

De son troisième mariage avec William la Zouche, elle a deux enfants :
- Alan la Zouche (1317-1346), 2e baron Zouche de Mortimer ;
- Joyce la Zouche (vers 1318-1372), épouse John de Botetourt, 2e baron Botetourt.